# Larressore
Larressore – miejscowość i gmina we Francji, w regionie Nowa Akwitania, w departamencie Pireneje Atlantyckie.
Według danych na rok 1990 gminę zamieszkiwało 1148 osób, a gęstość zaludnienia wynosiła 107 osób/km² (wśród 2290 gmin Akwitanii Larressore plasuje się na 377. miejscu pod względem liczby ludności, natomiast pod względem powierzchni na miejscu 1013.).